# Adelina
Adelina ist ein weiblicher Vorname.

## Herkunft und Bedeutung
Für den Namen Adelina kommen verschiedene Herleitungen in Frage:
- Variante bzw. Weiterbildung von Adela[1][2][3]
- Variante von Adelheid[1][2][3]
- neue Zusammensetzung aus den Elementen adal „edel“, „vornehm“[4] und lin, einem neuen Namenselement, das auf den Namen Lina zurückgeht[5][1]

## Verbreitung
Der Name Adelina ist in erster Linie in Albanien, dem Kosovo, Portugal und Italien verbreitet, jedoch auch in Spanien, Rumänien, der Schweiz und Bulgarien geläufig.
In Deutschland ist der Name Adelina mäßig beliebt. Im Jahr 2021 belegte er Rang 274 der Vornamenscharts. Besonders in Berlin und Baden-Württemberg wird er häufig als Vorname gewählt.

## Varianten
- Bulgarisch: Аделина Adelina
- Deutsch: Edeline
  - Diminutiv: Lina, Line
- Englisch: Adeline, Adaline, Adalyn, Adalynn, Addilyn, Adelyn, Adelynn, Edeline
  - Diminutiv: Ada, Addie, Addy, Alene, Aline
- Finnisch: Adeliina
- Französisch: Adeline, Edeline
  - Diminutiv: Aline, Lina, Line, Lyna
- Litauisch: Adelīna

## Bekannte Namensträgerinnen

### Adelina
- Adelina Adalis (1900–1969), sowjetische Dichterin, Schriftstellerin und Übersetzerin
- Adelina Agostinelli (1882–1954), italienische Opernsängerin der Stimmlage Sopran
- Adelina Berisha (* 1990), kosovarische Sängerin
- Adelina Boguș (* 1988), rumänische Ruderin
- Adelina Engman (* 1994), finnische Fußballspielerin
- Adeline Favre (1908–1983), Schweizer Hebamme
- Adelina von Fürstenberg (* 1946), Schweizer freie Kuratorin
- Adelina Gutiérrez (1925–2015), chilenische Astrophysikerin und Hochschullehrerin
- Adelina Ismajli (* 1979), kosovo-albanische Pop-Sängerin, Fotomodell
- Adelina de Lara (1872–1961), englische Pianistin, Komponistin und Klavierlehrerin, Schülerin von Clara Schumann
- Adélina Lévêque (1820–1878), Ehefrau von Faustin I. und Kaiserin von Haiti
- Adelina Oprean (* 1955), rumänische Violinistin
- Adelina Pastor (* 1993), rumänische Leichtathletin
- Adelina Patti (1843–1919), spanische Opernsängerin (Sopran)
- Adelina Pismak (1990–2001), Mordopfer, siehe Mordfall Adelina Pismak
- Adelina Rustemowna Sagidullina (* 1993), russische Florettfechterin und Olympiasiegerin
- Adelina Sems (* 1998), kasachische Hürdenläuferin
- Adelina Sotnikowa (* 1996), russische Eiskunstläuferin, Olympiasiegerin
- Adelina Spech-Salvi (1811–1886), italienische Opernsängerin (Sopran)
- Adelina Stehle (1861–1945), österreichische Opernsängerin der Stimmlage Sopran
- Adelina Tahiri (* 1992), nordmazedonisch-albanische Sängerin

### Adeline
- Adeline Baud-Mugnier (* 1992), französische Skirennläuferin
- Adeline Daumard (1924–2003), französische Historikerin mit Schwerpunkt Sozialgeschichte des 19. Jahrhunderts
- Adeline Dieudonné (* 1982), belgische Schriftstellerin, Dramatikerin und Schauspielerin
- Adeline Favre (1908–1983), Schweizer Hebamme
- Adeline Genée (1878–1970), dänische Ballett-Tänzerin
- Adeline Gouénon (* 1994), ivorische Sprinterin
- Adeline Gray (* 1991), US-amerikanische Ringerin
- Adeline Hayden Coffin (1862–1939), deutsch-britische Sängerin und Filmschauspielerin
- Adeline Jaeger (1809–1897), deutsche Porträt-, Landschafts- und Stilllebenmalerin
- Adeline Kastalion (* 2003 oder 2004), deutsche Profi-Tänzerin
- Adeline Masquelier (* 1960), französisch-US-amerikanische Anthropologin
- Adeline de Monseignat (* 1987), niederländisch-monegassische Künstlerin (contemporary visual art)
- Adeline Mugnier (* 1992), französische Skirennläuferin
- Adeline Michèle Petricien (* 1989), französische Funk- und Soulmusikerin, bekannt als Adi Oasis
- Adeline Gräfin von Reventlow (1839–1924), deutsche Tiermalerin
- Adeline Rittershaus-Bjarnason (1876–1924), deutsche Philologin und Germanistin
- Adeline Elisabeth Rohn (1868–1945), deutsche Schriftstellerin
- Adeline Rudolph (* 1995 in Hongkong), deutsch-koreanische Schauspielerin und Model
- Adeline Schebesch (* 1961), deutsche Theater- und Filmschauspielerin und Synchronsprecherin
- Adeline Schimmelmann (1854–1913), deutsche Gründerin der ersten Seemannsmission der Welt
- Adeline Virginia Stephen (1882–1943), britische Schriftstellerin und Verlegerin, bekannt als Virginia Woolf
- Adeline De Walt Reynolds (1862–1961), US-amerikanische Schauspielerin
- Adeline Yen Mah (* 1937), chinesisch-amerikanische Schriftstellerin

Zweitname
- Laura Adeline Muntz (1860–1930), kanadische Malerin des Impressionismus